# Droit maltais

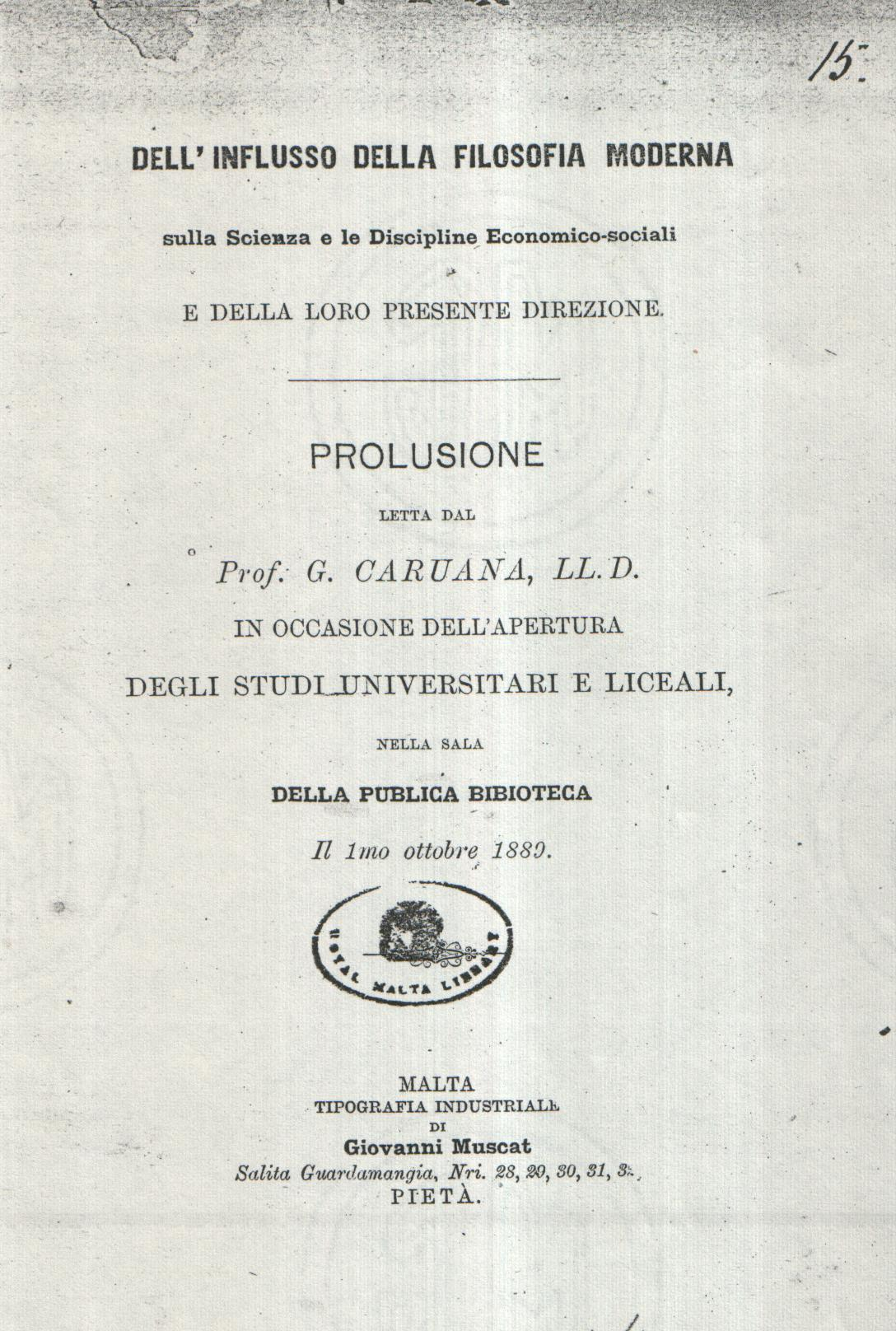
Couverture d'une brochure académique de G. Caruana, LL.D., présentée lors de l'ouverture des études universitaires et lycéales à Malte le 1er octobre 1889. Imprimée par la Tipografia Industrial de Giovanni Muscat, elle porte un sceau de la Royal Malta Library, indiquant son appartenance à cette bibliothèque.

Le droit maltais est le droit romano-civiliste appliqué à Malte.

## Sources du droit

### Constitution
L'article 6 de la Constitution dispose que la Constitution est la loi suprême du pays :

« [...] si toute autre loi est contraire à la Constitution, cette Constitution doit prévaloir et les autres lois doivent, dans la mesure de leur inconstitutionnalité, être nulle. »

— Article 6 de la Constitution

### Droit international
Les traités internationaux ont une autorité supérieure aux lois.

### Droit de l'Union européenne
Malte a adopté le 14 juillet 2003 une loi appelée European Union Act 2003 afin de permettre à Malte de respecter ses obligations d'État membre. La loi a modifié l'article 65 de la Constitution.
L'article 4(2) de l’European Union Act 2003 habilite le Premier ministre à adopter de la législation secondaire.

### Législation
Le Parlement est établi par l'article 51 de la Constitution.

### Common law
Selon la jurisprudence maltaise, lorsqu'il existe un vide dans la loi, la common law anglaise s'applique.

## Organisation juridictionnelle
Les juridictions de première instance de Malte sont les magistrates’courts (compétente en matière civile pour les sommes allant de 1 500 à 5 000 livres maltaises, et en matière pénale jusqu'à six mois d'emprisonnement), la civil court, et la criminal court. Il y a une cour d'appel. La Cour constitutionnelle est une juridiction d'appel en matière de droit de l'homme.
Il existe aussi un small claims tribunal compétent pour les sommes inférieures à 1 500 livres maltaises.